# Derek Walker-Smith
Derek Colclough Walker-Smith, Baron Broxbourne (n. 13 aprilie 1910 – d. 22 ianuarie 1992) a fost un om politic britanic, membru al Parlamentului European în perioada 1973-1979 din partea Regatului Unit.
1. 1 2  Derek Colclough Walker-Smith, Baron Broxbourne, The Peerage, accesat în 9 octombrie 2017
2. ↑  Derek Walker-Smith, Munzinger Personen, accesat în 9 octombrie 2017
3. 1 2 3 4 5  The Peerage
4. 1 2 3 4 5 6 7 8 9 10 11  Hansard 1803–2005